# Nordre Namdalen gård
Nordre Namdalen gård är en norsk museigård i Pasvik i Sør-Varangers kommun i Finnmark fylke, som sköts av Varanger museum.
Nordre Namdalen är en numera övergiven bondgård nära Langfjordvannet i Langfjorddalen. Den har fått sitt namn efter Namdalen i Nord-Trøndelag, varifrån den förste nybyggaren, Jens Chr. Eggen, kom 1854. Gården var ett småjordbruk med oxe och ren som dragdjur, röjd mark och skogsbruk.
När Eggen, som var ogift, efter några år lämnade gården för att emigrera till Amerika, övertogs den av hans tjänsteflicka Pernille Tollefsdatter från Stor-Elvdal. Hon sålde den vidare 1869 till Ingebrigt Bervendsen från Tynset, som så småningom fick nio barn.
Nordre Namdalen gård blev aldrig förbunden med vägnätet och är idag övergiven.
Gården består av manbyggnad, ladugård med lada, två andra uthus och ett torrdass. 